# Georg Wenzeslaus von Knobelsdorff
Georg Wenzeslaus von Knobelsdorff (ur. 17 lutego 1699 we wsi Kukadło koło Krosna Odrzańskiego, zm. 16 września 1753 w Berlinie) – architekt i malarz niemiecki.
Zasłynął przede wszystkim jako architekt tworzący w stylu rokoko i wczesnym klasycyzmie.

## Życiorys
W 1714 wstąpił do wojska – batalionu piechoty w Kostrzynie nad Odrą. Od 1715 w regimencie piechoty Lottum brał udział w działaniach wojennych pod dowództwem księcia Leopolda von Dessau Theil, m.in. uczestniczył w oblężeniu Stralsundu. W 1729 przeniesiono jego regiment do Berlina, gdzie zetknął się pracami Andreasa Schlütera. Pozostając pod ich wrażeniem, miał podjąć decyzje o podjęciu studiów artystycznych – jego pierwsze prace malarskie pod kierunkiem m.in. Antoine’a Pesnego zostały dobrze ocenione, co skłoniło go do wystąpienia z wojska w stopniu kapitana. Inne źródła podają, że przyczyną odejścia z armii było cherlactwo.
Von Knobelsdorff był początkowo samoukiem. Dalszą wiedzę w zakresie malarstwa zdobywał pod kierunkiem malarzy nadwornych Carla Emila Weidemanna (1684–1735) i Antoine’a Pesnego. Architektury uczyli go A. von Wangenheim (zm. 1734) i Johann Gottfried Kemmeter (zm. 1748).
W 1732 von Knobelsdorff przybywał w Neuruppin, dokąd właśnie przeniósł się z Küstrin następca tronu Fryderyk interesujący się sztuką i architekturą – obu połączyły wspólne zainteresowania i więzi przyjaźni. W 1734 von Knobelsdorff towarzyszył Fryderykowi w wyprawie wojennej przeciw Francuzom. W latach 1736–1737 von Knobelsdorff odbył podroż studyjną do Włoch, gdzie m.in. odwiedził Rzym. Szkicownik z tego wyjazdu, zawierający szkice architektoniczne i rysunki krajobrazów, jest pierwszym zbiorem prac plastycznych von Knobelsdorffa. Po powrocie do Prus, von Knobelsdorff otrzymał pierwsze zlecenia książęce nadzorowania budów w Neuruppin i Rheinsbergu. Po wstąpieniu na tron, Fryderyk mianował w 1740 von Knobelsdorffa głównym intendentem pałaców i ogrodów (niem. Oberintendant der Schlösser und Gärten). W 1740 von Knobelsdorff udał się ponownie w podroż studyjną – opłaconą przez króla. Trasa wiodła przez Drezno, gdzie zwiedził gmach opery wzniesiony przez Matthäusa Daniela Pöppelmanna, do Paryża i z powrotem przez Flandrię.
Stosunki pomiędzy von Knobelsdorffem a królem pogorszyły się podczas prac nad zabudową Poczdamu – von Knobelsdorff z niechęcią ulegał pod naporem pomysłów i sugestii Fryderyka; przepracowany i często męczony chorobami wycofał się z kierowania pracami budowlanymi, ustępując miejsca młodszym architektom. Król jednak wysoko oceniał kunszt von Knobelsdorffa, czemu dał wyraz w mowie upamiętniającej architekta wygłoszonej w 1754 przed Berlińską Akademią Nauk. Schorowany von Knobelsdorff zmarł w 1753, pomimo kuracji w Spa.

### Dzieła
- ok. 1700 – Pałac Knobelsdorffa[4] w Kosierzu
- ok. 1701 – Pałac Chichy w Polsce[5]
- ok. 1754 – Magnus-Haus w Berlinie[6]
- 1752–1753 – budynek Garde du Corps w Poczdamie[7]
- 1751–1754 – Grota Neptuna (Sanssouci) w parku Sanssouci w Poczdamie[8]
- 1751–1753 – projekt kościoła francuskiego (niem. Französische Kirche) w Poczdamie[9]
- 1751–1753 – obelisk przy Am Alten Markt w Poczdamie[10]
- 1751 – pałac w Poczdamie[11]
- 1748–1766 – gmach Uniwersytetu Humboldta w Berlinie[12]
- 1748 – Ruinenberg w parku Sanssouci[13]
- 1747–1774 – pałac Neue Kammern w Poczdamie[14]
- 1747–1773 – projekt kościoła św. Jadwigi w Berlinie (dalekie echo rzymskiego Panteonu)[15]
- 1745–1747 – pałac Sanssouci w Poczdamie, na zlecenie króla Prus Fryderyka II Wielkiego, według szkiców fundatora[16]
- 1740–1746 – nowe skrzydło pałacu w Charlottenburgu[17]
- 1734–1740 – pałac Rheinsberg (razem z Johannem Gottfriedem Kemmeterem)[18]
- 1741–1743 – barokowy gmach opery narodowej w Berlinie[19]